# 黒姫山古墳
黒姫山古墳（くろひめやまこふん）は、大阪府堺市美原区黒山にある古墳。形状は前方後円墳。国の史跡に指定され、出土甲冑類は堺市指定有形文化財に指定されている。
全国最多の甲冑24領をはじめとする、多数の鉄製武器・武具が出土した古墳として知られる。

## 概要
大阪府中部、百舌鳥古墳群・古市古墳群の中間の段丘平坦面上に独立的に築造された大型前方後円墳である。古くは「墓山」などと称され、中世期には城郭化して墳丘は改変され、戦時中の松根油採取中に前方部が露出している。1947-1948年度（昭和22-23年度）に発掘調査が実施され、墓山古墳との混同を避けて「黒姫山古墳」の名称が新しく設定されている。その後、1977年度（昭和52年度）・1988年度（昭和63年度）・1990年度（平成2年度）に発掘調査が実施されている。
墳形は前方後円形で、前方部を西方向に向ける。墳丘は2段築成で、墳丘長は122メートルを測る。墳丘外表では、斜面全面に川原石による葺石を施すほか、墳頂部・テラス面には円筒埴輪列（朝顔形・蓋形埴輪含む）が巡らされ、形象埴輪（蓋形・家形・盾形・靫形・甲冑形・鶏形埴輪など）も確認されている。また、墳丘北側には造出を有し、墳丘周囲には盾形の周濠が、その外側に周堤帯がめぐらされる。埋葬施設は後円部における竪穴式石室で、内部に刳抜式石棺を据えたとみられるが、盗掘のため大半は破壊されて石棺も失われており、滑石製紡錘車・衝角付冑片・須恵器片のみが採集されている。また、前方部墳頂には副葬品埋納施設としての竪穴式石室が構築されており、短甲24領・眉庇付冑13点・衝角付冑11点という全国最多の甲冑24セットのほか、鉄製武器などの多量の副葬品が出土している。なお、付近にはかつて古墳6基が分布しており、そのうちどん山古墳は黒姫山古墳の陪塚と推測される。
築造時期は、古墳時代中期中葉-後半の5世紀中葉（TK216型式期：埴輪）-5世紀後半（TK23型式期：甲冑）頃と推定される。百舌鳥古墳群・古市古墳群の巨大古墳が宮内庁治定下にあって未調査のなか、規模は小さいものの同時期の古墳で発掘調査によって墳丘構造・埋葬施設・出土品が判明しており、両古墳群の実態を考察するうえで重要視される古墳になる。当該時期の倭の五王は珍とみられるが、珍への比定が有力な反正天皇は文献上で丹比野地域や丹比氏（多治比氏）との関わりが知られる。黒姫山古墳は丹比野地域を代表する大型前方後円墳で、一帯では丹比氏関連の史跡・旧跡が知られており、その被葬者としては、大王との直接的な関わりのなかで丹比野地域を開発し、のちの丹比氏の祖として位置づけうる人物像が示唆される。
古墳域は1957年（昭和32年）に国の史跡に指定され、出土甲冑類は2008年（平成20年）に堺市指定有形文化財に指定されている。現在は史跡整備のうえで「史跡黒姫山古墳歴史の広場」として公開されているが、周濠に囲まれているため墳丘内への立ち入りは制限されている。

## 遺跡歴
- 古代、『日本書紀』に「黒山」の記載、『和名類聚抄』・『延喜式』の河内国丹比郡に「黒山郷」などの記載（「黒山」の地名は本古墳に起因か）[2][1]。
- 中世期、城郭化。
- 延宝7年（1679年）、『河内鑑名所記』に「天武天皇御廟所」として記載[1]。
- 元禄12年（1699年）の『諸陵周垣成就記』などに仁賢天皇陵として記載[1]。
- 享和元年（1801年）、『河内名所図会』に「荒陵」、別名「墓山」として記載[1]。
- 安政2年（1855年）の『仁賢天皇御陵申上覚』に記録（当時には盗掘）[1]。
- 安政4年（1857年）の『巡陵記事』「黒山村荒陵」に盗掘伝承の記録（享保19年（1734年）以前に盗掘か）[1]。
- 1875年（明治8年）、仁賢天皇皇后の春日大娘皇女陵に治定[1]。
- 1879年（明治12年）、治定取り消し[1]。
- 戦時中、航空機用燃料のための松根油採取の際に前方部石室が露出[1][3]。
- 1945年（昭和20年）、前方部石室出土甲冑の調査（森浩一）[1][3]。
- 1947-1948年度（昭和22-23年度）、発掘調査：第1・2次調査（末永雅雄・森浩一・大阪府教育委員会、1953年に報告：「黒姫山古墳」の名称設定）[1][3]。
  - 1947年12月22日-1948年1月12日、前方部石室・埴輪列・墳丘の調査：第1次調査。
  - 1948年12月23日-1949年1月7日、墳丘上段埴輪列・後円部墳頂方形埴輪区画・後円部主体部および墳丘測量調査：第2次調査。
- 1957年（昭和32年）10月24日、国の史跡に指定[4]。
- 1977年度（昭和52年度）、周濠西側の周堤帯の確認調査：第3次調査（美原町教育委員会）[1][3]。
- 1978年（昭和53年）5月6日、史跡範囲の追加指定（周堤帯部分）[4]。
- 1988年度（昭和63年度）、近畿自動車道和歌山線（阪和自動車道）・都市計画道路松原泉大津線建設に伴う周濠南東側の周庭帯の発掘調査：第4次調査（美原町教育委員会）[1][3]。
- 1989年度（平成元年度）以降、史跡整備事業[3]。
  - 1990年度（平成2年度）、史跡整備に伴う前方部石室再発掘・墳丘発掘調査：第5次調査（美原町教育委員会）[1][3]。
  - 1993年度（平成5年度）、史跡整備完了。「史跡黒姫山古墳歴史の広場」開園[3]。
- 2003年（平成15年）3月30日、美原町立みはら歴史博物館開館（現在は堺市立みはら歴史博物館）[3]。
- 2008年（平成20年）7月17日、出土甲冑類が堺市指定有形文化財に指定[5]。

## 墳丘
墳丘の規模は次の通り。

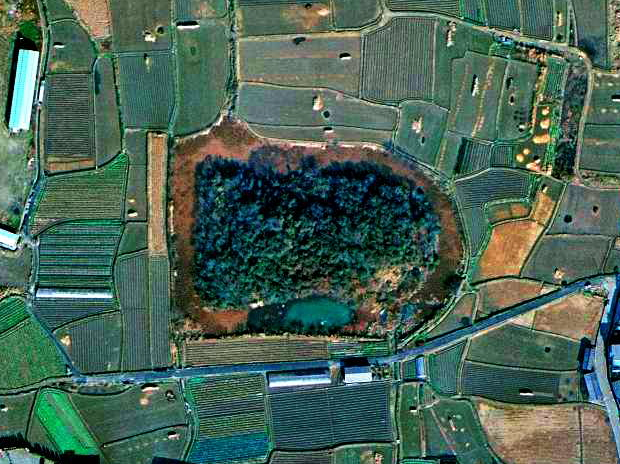
黒姫山古墳の空中写真（1975年）。

- 墳丘長：122メートル[1]（かつては114メートルとされた）
- 後円部 - 2段築成。
  - 直径：64メートル
  - 高さ：11メートル
- 前方部 - 2段築成。
  - 幅：65メートル
  - 高さ：11.6メートル

墳丘長については、『河内黒姫山古墳の研究』以来114メートルという数値が知られたが、近年では122メートル（120.5-122.5メートル）程度と見積もり直されている。
墳丘は中世期に城郭化されており、墳丘下半部（中段テラス面以下）や造出付近は盛土で改変されているほか、造出上では礎石建物が確認されている。
墳丘周囲にめぐらされる周濠は、盾形を呈する。東・南・西側では旧形を保つが、北側は後世に拡張されたとみられ、後世の墳丘への盛土もこの拡張時の浚渫によると推測される。地割によれば、周濠の外側には周堤帯がめぐらされたとみられ、第3・4次調査では周堤帯外側の傾斜や周堤帯外側の溝状遺構が確認されている。

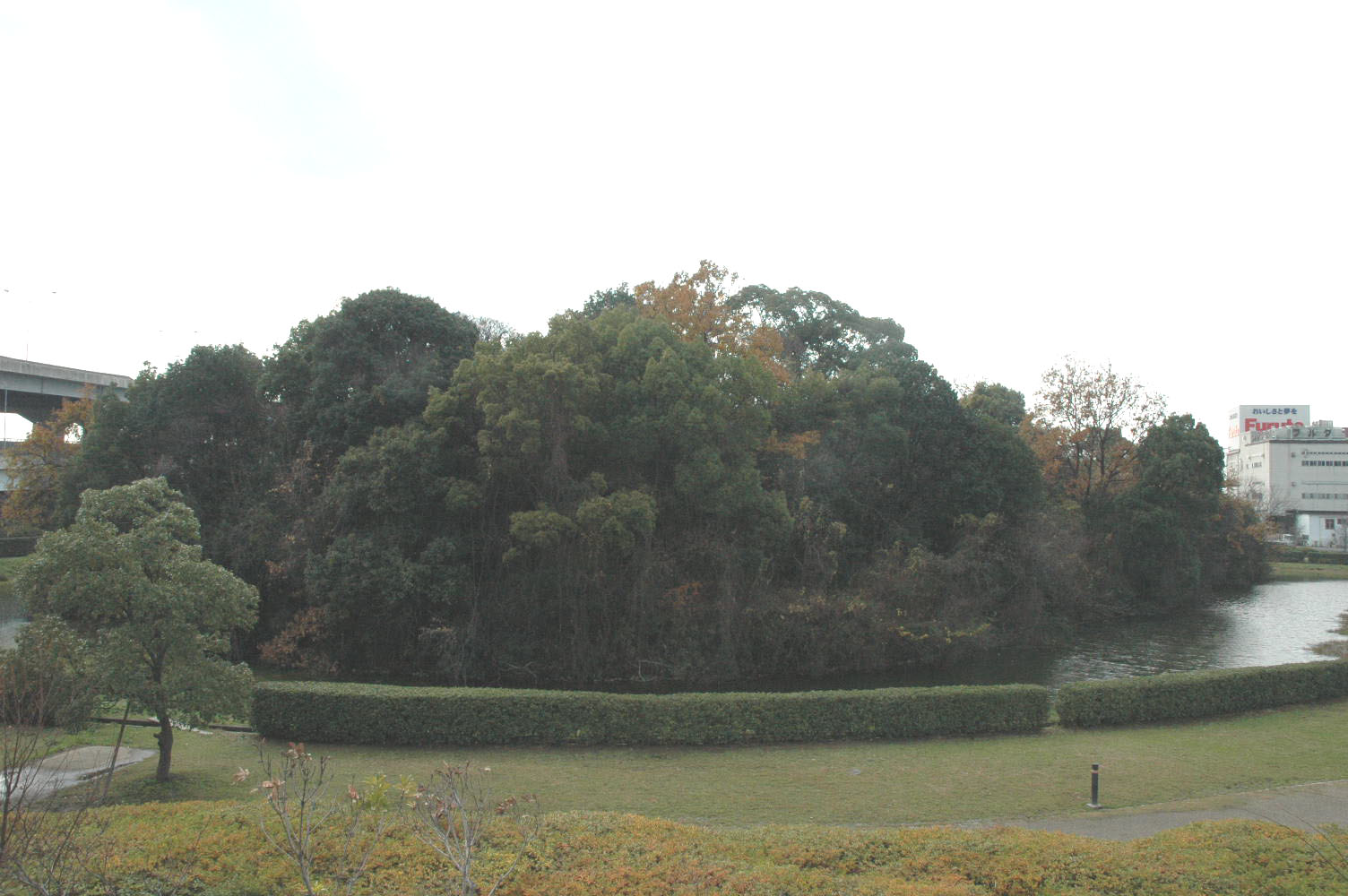
後円部墳丘
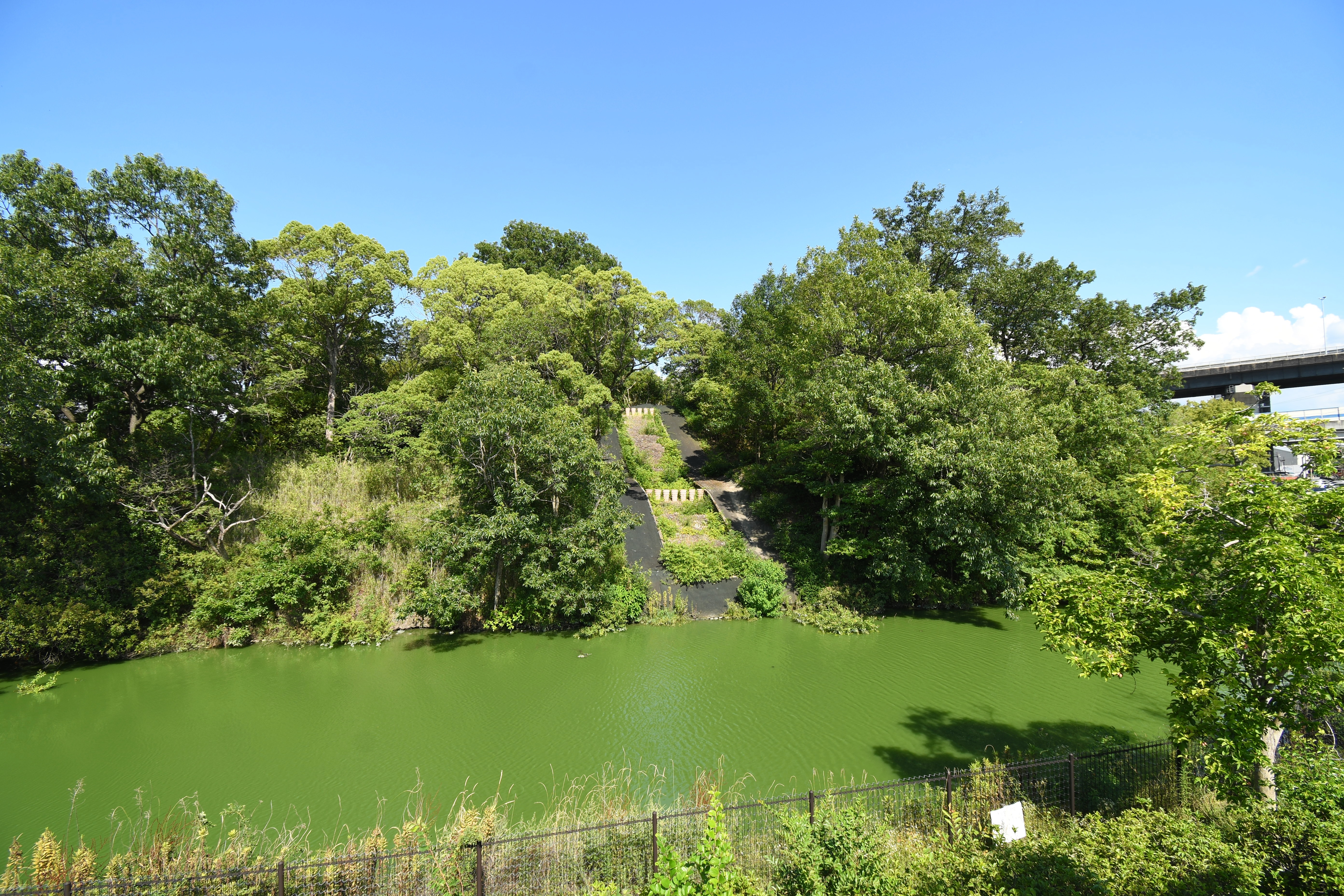
前方部墳丘前面 一部で円筒埴輪列が復元される。

## 埋葬施設

### 後円部石室・石棺

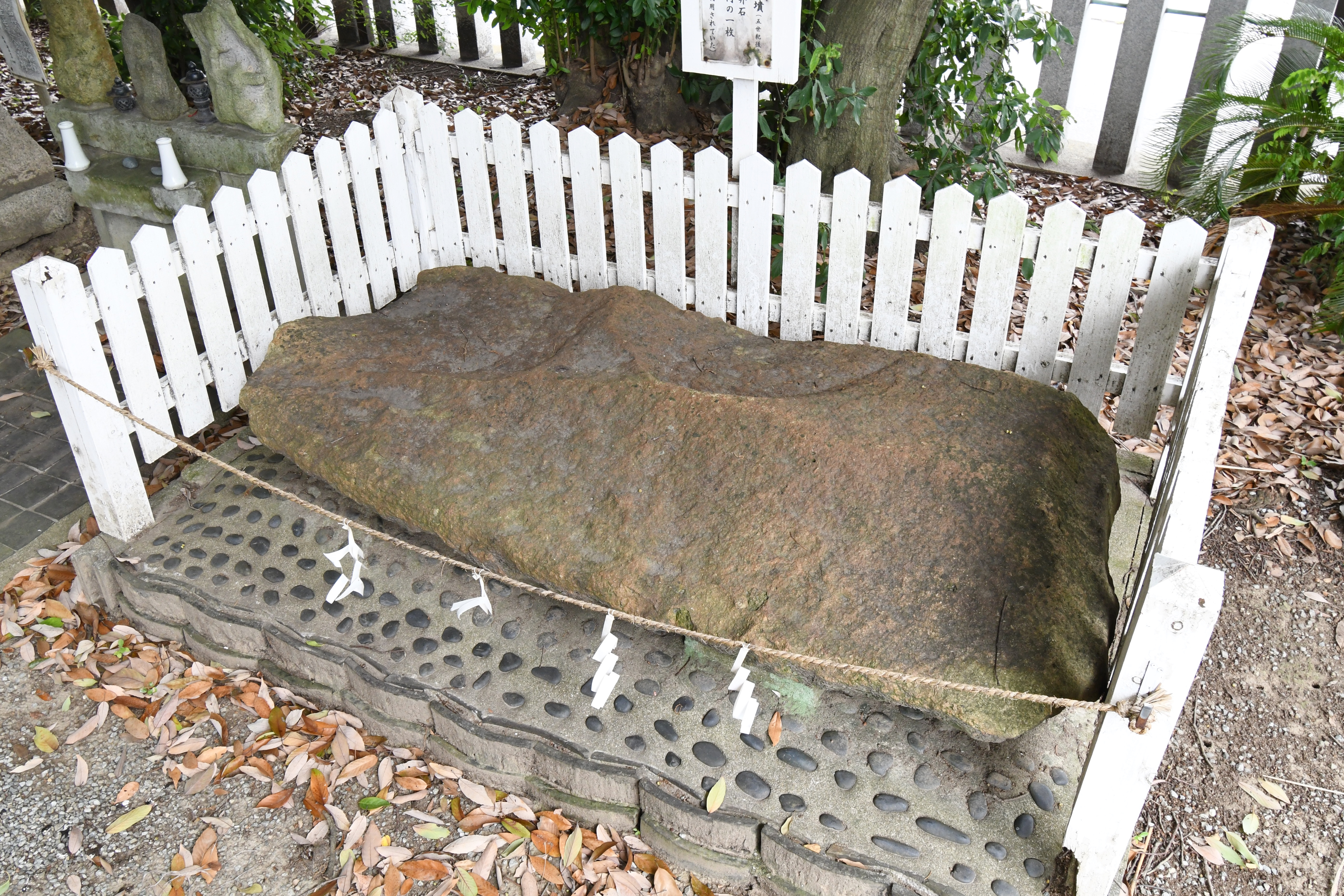
広国神社境内の天井石

後円部の埋葬施設は、盗掘に遭っているため明らかでない。明治30年代までには乱掘されて石材が散乱し、その後にも石材の抜き取りがおこなわれたという。石棺も取り出され、下黒山集落の薬師堂前の左右に天水桶として使用されたが、昭和初年に売却されて行方不明となったという。また石室石材（天井石か）1枚は、大保集落の橋として利用されていたが、現在では広国神社境内に移されて保存されている。安政4年（1857年）の伴林光平『巡陵記事』「黒山村荒陵」記事では、いつの頃か里人17人が古墳を暴いて亡くなり、古墳から出土した朱入り壺を四天王寺の補修時（享保19年（1734年）か）に売却したといい、江戸時代中期以前の盗掘を示唆する。また安政2年（1855年）の並河寒泉『仁賢天皇御陵申上覚』では、当時にはすでに墳頂に穴があき、石棺が薬師堂前に置かれていたという。
石棺は、記録によれば刳抜式石棺とされる。周辺の中期古墳では刳抜式石棺の類例は少なく、長持山古墳2棺・唐櫃山古墳棺・峯ヶ塚古墳棺片が知られる。いずれも阿蘇溶結凝灰岩製の舟形石棺であり、黒姫山古墳棺も同様の可能性がある（竜山石製と推測する説もあるが、この時期は組合式長持形石棺の例が多い）。石棺を納める石室の構造は明らかでないが、石室天井石とみられる広国神社境内の石材は兵庫県竜山石製とされ、長持山古墳・唐櫃山古墳と同様の竪穴式石室（竪穴式石槨）であったと推測される。
調査では、埋葬施設盗掘坑の大穴を取り囲むように、東西6.5メートル・南北約5.5メートルの範囲で正面を内側に向けた二重方形の形象埴輪列が認められている。また、後円部と前方部の境には盾形埴輪列が確認されており、方形区画と盾形埴輪列の間では、南北約2.5メートル・東西約1.8メートルの範囲で小礫敷きの区画がある。盗掘坑付近では滑石製紡錘車1・衝角付冑片2・須恵器坏数片のみが採集されているほか、昭和22年度の第1次調査では須恵器片多数が出土したが搬送途中に紛失したという。

### 前方部石室

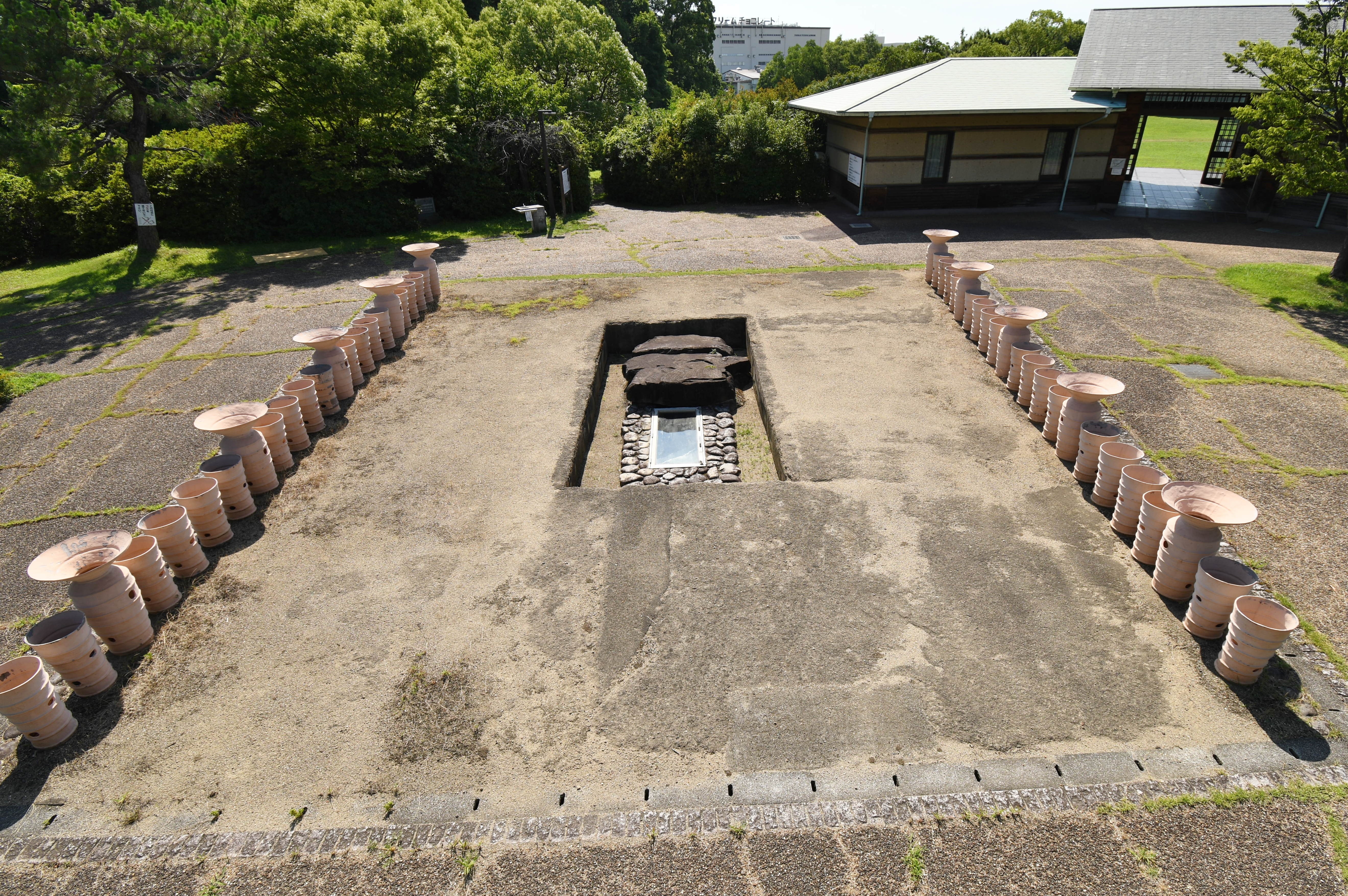
前方部埴輪列・石室復元

前方部では、前方部墳頂中央部において副葬品埋納用の竪穴式石室（竪穴式石槨）が構築されている。石室主軸は、墳丘主軸と平行する東西方向である。石室規模は、内法で長さ4.03メートル・西端幅0.83メートル・東端幅0.75メートル・高さ1.3メートルを測る。石室の石材は楕円形の川原石で、小口積みによって構築され、壁面に赤色顔料は認められていない。床面は粘土敷きの上の小礫敷きで、天井石は大型砂岩8枚である。天井石のうち中央の1枚は石室内に落ち込んでいたため、調査時に中央部の副葬品は大きく破壊された状態であった。
百舌鳥古墳群・古市古墳群では、中型古墳以下には粘土槨・木棺直葬を使用する。また、武装具埋納施設は七観古墳・野中古墳・アリ山古墳・西墓山古墳でも知られるが、いずれも木棺・木櫃の直接埋納であり、竪穴式石室を採用する黒姫山古墳のあり方は特殊とされる。石室壁体の控え積みが少なく、石のかみ合わせも密でないことから、渡来系竪穴式石室との関連が指摘される。
石室内には人体埋葬の形跡は認められておらず、甲冑24領を中心とする副葬品が石室内を充満した状態であった。短甲は石室内に2列で並び、西側の短甲は西側に正面を向き、東側の短甲は東側に正面を向く（中央部は遺存状態が悪く不明）。短甲の多くでは、頸甲を逆さに入れてその上に冑を逆さに載せる。衝角付冑と頸甲・肩甲は共伴するものの、衝角付冑と眉庇付冑とは共伴例は少ない。石室西小口部では短甲上で切っ先を外に向けた鉾9点があり、東小口部ではそれに対応する石突が出土している。また大刀は西端部で1点、剣は東端部で7点・中央部東寄りで3点以上・中央部で13点があり、いずれも切っ先を東方向（後円部方向）に向ける。

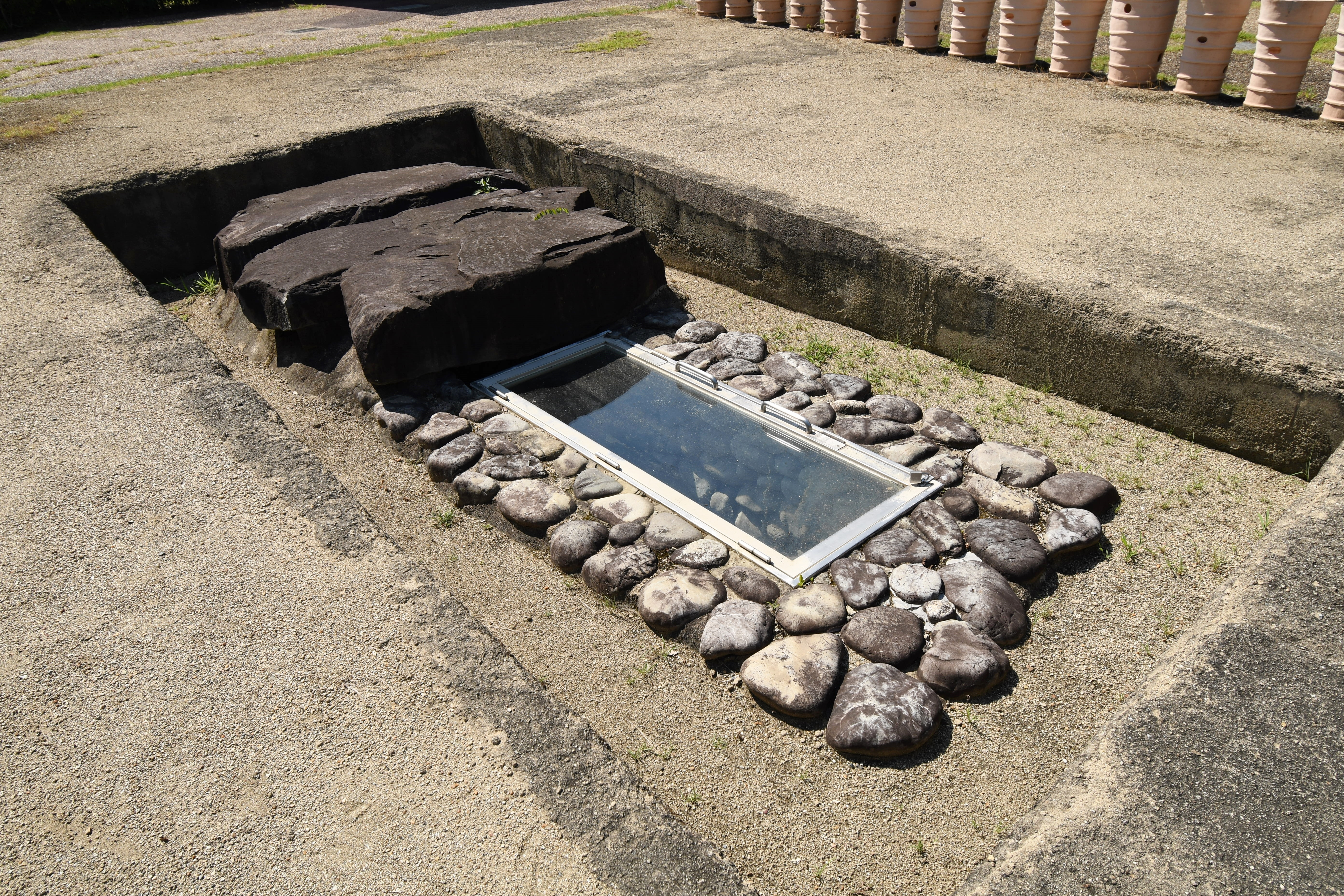
前方部石室復元

## 出土品

### 一覧
黒姫山古墳から出土した遺物は次の通り。
後円部石室付近出土
- 滑石製紡錘車 1
- 衝角付冑片 2
- 須恵器 - 坏数片ほか破片多数。

前方部石室出土
- 短甲 24
- 眉庇付冑 13
- 衝角付冑 11
- 頸甲 11
- 肩甲 12
- 草摺 4
- 鉄刀 14
- 鉄剣 10
- 鉄鏃 56
- 鉄鉾 9
- 石突 7
- 刀子 5

墳丘出土
- 円筒埴輪
- 朝顔形埴輪
- 蓋形埴輪
- 家形埴輪
- 盾形埴輪
- 靫形埴輪
- 甲冑形埴輪
- 鶏形埴輪
- 小型土製品 - シカの角、犬の尾、獣脚か。

管理上の混乱もあり、甲冑以外の武器は現在では鉄鏃数点のみが確認可能な状態である。

### 甲冑

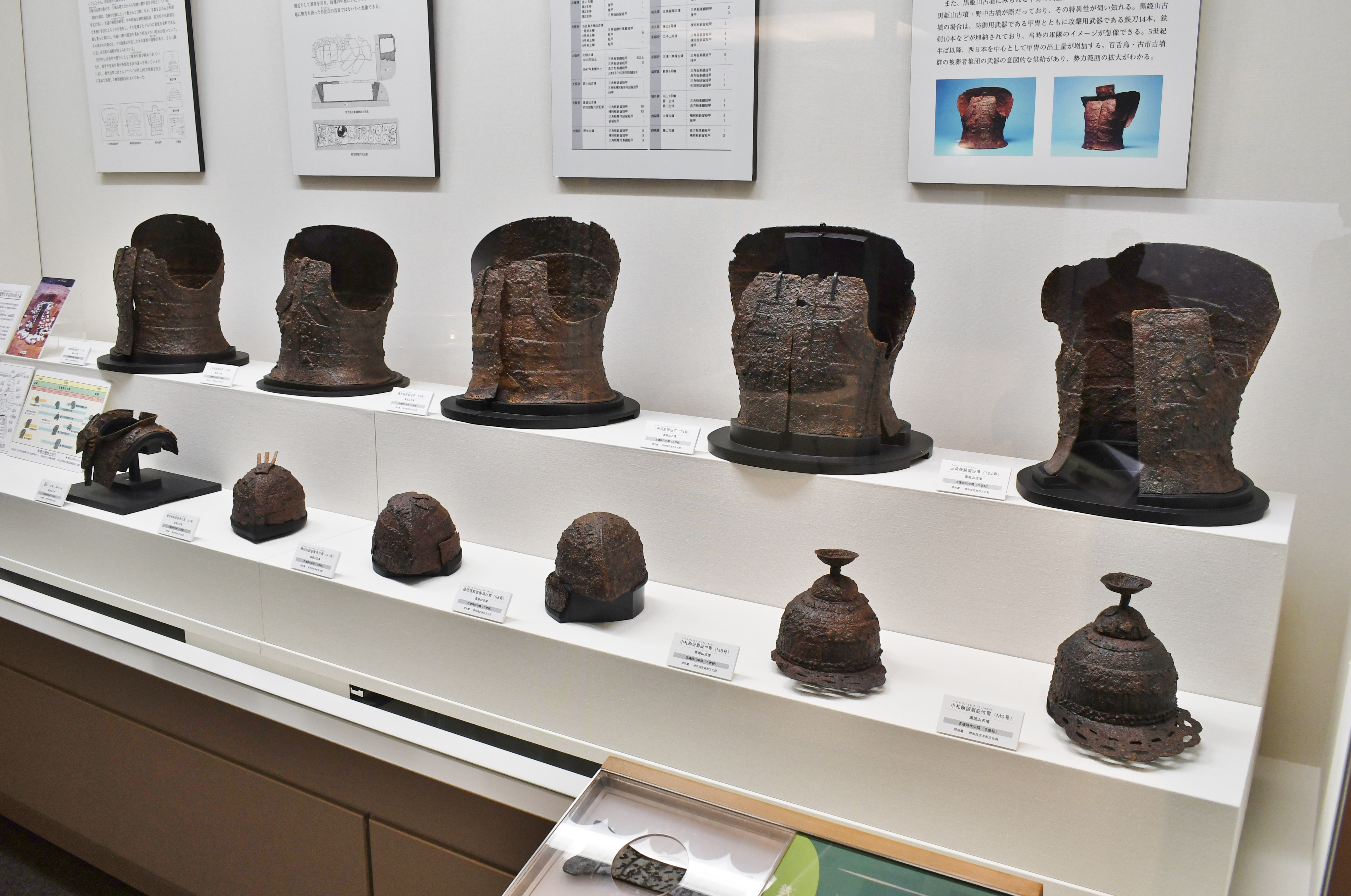
甲冑（堺市指定文化財）堺市立みはら歴史博物館展示。

前方部石室に埋納された甲冑のうち、短甲は24領、眉庇付冑は13点、衝角付冑は11点であり、24セットという甲冑の出土総数は全国で最多である。ただし、出土数は現地での発掘調査時に数えられたものであり、『河内黒姫山古墳の研究』の報告時にはすでに細片化したものが多く、それらの実態は把握されていない。また前方部石室自体が発掘調査以前に開けられているため、実数自体も注意が必要とされる。
短甲24領は、いずれも鋲留式で、三角板鋲留短甲と横矧板鋲留短甲の2種からなる。三角板鋲留短甲のうち1点は、肩部を張り出して後頸部に襟を付けた特殊な襟付短甲である。細部は異なるものの、総体としては同質的な短甲の集積と評価される。眉庇付冑13点は、小札鋲留式・横矧板鋲留式・方形板鋲留式の3種からなる。衝角付冑11点は、いずれも横矧板鋲留式である。甲冑全体としては、古墳時代中期後半の5世紀後半（TK23型式期）頃の製作と推定される。
そのほか、甲冑の付属具として頸甲・肩甲・草摺が出土している。全国的には短甲のみの出土古墳が多いなか、出土例の稀少な草摺を含む付属具が出土する点や、甲冑に黒漆が認められる点、衝角付冑の三尾鉄を伴う点、襟付短甲を含む点で、政権中枢を象徴するとして注目される。
| 番号     | 型式                      | 残存率 | 収蔵関係   | 展示品                                                           |
| -------- | ------------------------- | ------ | ---------- | ---------------------------------------------------------------- |
| 衝角付冑 |                           |        |            |                                                                  |
| S1       | 横矧板鋲留                | 100    | T3         | - S1 - S3 - S8                                                   |
| S2       | （不明）                  | 0      | T4         | - S1 - S3 - S8                                                   |
| S3       | 横矧板鋲留 （腰巻板省略） | 100    | T3         | - S1 - S3 - S8                                                   |
| S4       | 横矧板鋲留                | 100    | T1         | - S1 - S3 - S8                                                   |
| S5       | 横矧板鋲留                | 75     | T2         | - S1 - S3 - S8                                                   |
| S6       | （不明）                  | 0      | T13        | - S1 - S3 - S8                                                   |
| S7       | 横矧板鋲留                | 80     | T17        | - S1 - S3 - S8                                                   |
| S8       | 横矧板鋲留                | 100    | T19        | - S1 - S3 - S8                                                   |
| S9       | （不明）                  | 0      | T20        | - S1 - S3 - S8                                                   |
| S10      | 横矧板鋲留                | 0      | T21        | - S1 - S3 - S8                                                   |
| S11      | 横矧板鋲留                | 90     | T23        | - S1 - S3 - S8                                                   |
| 眉庇付冑 |                           |        |            |                                                                  |
| M1       | 横矧板鋲留                | 10     | T5         | - M8 - M9 - M13                                                  |
| M2       | 方形板鋲留                | 10     | T5         | - M8 - M9 - M13                                                  |
| M3       | 横矧板鋲留                | 30     | T6         | - M8 - M9 - M13                                                  |
| M4       | （不明）                  | 0      | T8         | - M8 - M9 - M13                                                  |
| M5       | 小札鋲留                  | 80     | T7         | - M8 - M9 - M13                                                  |
| M6       | （不明）                  | 0      | T7         | - M8 - M9 - M13                                                  |
| M7       | 小札鋲留                  | 10     | T7         | - M8 - M9 - M13                                                  |
| M8       | 小札鋲留                  | 85     | T8         | - M8 - M9 - M13                                                  |
| M9       | 小札鋲留                  | 100    | T4         | - M8 - M9 - M13                                                  |
| M10      | 横矧板鋲留                | 25     | T10        | - M8 - M9 - M13                                                  |
| M11      | 方形板鋲留                | 50     | T14        | - M8 - M9 - M13                                                  |
| M12      | （不明）                  | 0      | T23        | - M8 - M9 - M13                                                  |
| M13      | 小札鋲留                  | 90     | T24        | - M8 - M9 - M13                                                  |
| 短甲     |                           |        |            |                                                                  |
| T1       | 横矧板鋲留                | 100    | S4         | - T1 - T2 - T3 - T4 - T5 - T5（背面） - T7 - T24 - 頸甲・肩甲 A2 |
| T2       | 三角板鋲留                | 100    | S5         | - T1 - T2 - T3 - T4 - T5 - T5（背面） - T7 - T24 - 頸甲・肩甲 A2 |
| T3       | 横矧板鋲留                | 100    | S1・S3     | - T1 - T2 - T3 - T4 - T5 - T5（背面） - T7 - T24 - 頸甲・肩甲 A2 |
| T4       | 三角板鋲留                | 100    | S2・M9     | - T1 - T2 - T3 - T4 - T5 - T5（背面） - T7 - T24 - 頸甲・肩甲 A2 |
| T5       | 三角板鋲留襟付            | 100    | M1・M2     | - T1 - T2 - T3 - T4 - T5 - T5（背面） - T7 - T24 - 頸甲・肩甲 A2 |
| T6       | 三角板鋲留                | 40     | M3         | - T1 - T2 - T3 - T4 - T5 - T5（背面） - T7 - T24 - 頸甲・肩甲 A2 |
| T7       | 三角板鋲留                | 100    | M5・M6・M7 | - T1 - T2 - T3 - T4 - T5 - T5（背面） - T7 - T24 - 頸甲・肩甲 A2 |
| T8       | 横矧板鋲留                | 5      | M4・M8     | - T1 - T2 - T3 - T4 - T5 - T5（背面） - T7 - T24 - 頸甲・肩甲 A2 |
| T9       | 三角板鋲留                | 5      |            | - T1 - T2 - T3 - T4 - T5 - T5（背面） - T7 - T24 - 頸甲・肩甲 A2 |
| T10      | （横矧板）                | 1      | M10        | - T1 - T2 - T3 - T4 - T5 - T5（背面） - T7 - T24 - 頸甲・肩甲 A2 |
| T11      | 横矧板鋲留                | 1      |            | - T1 - T2 - T3 - T4 - T5 - T5（背面） - T7 - T24 - 頸甲・肩甲 A2 |
| T12      | 横矧板鋲留                | 20     |            | - T1 - T2 - T3 - T4 - T5 - T5（背面） - T7 - T24 - 頸甲・肩甲 A2 |
| T13      | 横矧板鋲留                | 5      | S6         | - T1 - T2 - T3 - T4 - T5 - T5（背面） - T7 - T24 - 頸甲・肩甲 A2 |
| T14      | 横矧板鋲留                | 2      | M11        | - T1 - T2 - T3 - T4 - T5 - T5（背面） - T7 - T24 - 頸甲・肩甲 A2 |
| T15      | 横矧板鋲留                | 5      |            | - T1 - T2 - T3 - T4 - T5 - T5（背面） - T7 - T24 - 頸甲・肩甲 A2 |
| T16      | 横矧板鋲留                | 10     |            | - T1 - T2 - T3 - T4 - T5 - T5（背面） - T7 - T24 - 頸甲・肩甲 A2 |
| T17      | 三角板鋲留                | 15     | S7         | - T1 - T2 - T3 - T4 - T5 - T5（背面） - T7 - T24 - 頸甲・肩甲 A2 |
| T18      | 三角板鋲留                | 30     |            | - T1 - T2 - T3 - T4 - T5 - T5（背面） - T7 - T24 - 頸甲・肩甲 A2 |
| T19      | 横矧板鋲留                | 40     | S8         | - T1 - T2 - T3 - T4 - T5 - T5（背面） - T7 - T24 - 頸甲・肩甲 A2 |
| T20      | 三角板鋲留                | 15     | S9         | - T1 - T2 - T3 - T4 - T5 - T5（背面） - T7 - T24 - 頸甲・肩甲 A2 |
| T21      | 横矧板鋲留                | 40     | S10        | - T1 - T2 - T3 - T4 - T5 - T5（背面） - T7 - T24 - 頸甲・肩甲 A2 |
| T22      | 横矧板鋲留                | 30     |            | - T1 - T2 - T3 - T4 - T5 - T5（背面） - T7 - T24 - 頸甲・肩甲 A2 |
| T23      | 横矧板鋲留                | 50     | S11・M12   | - T1 - T2 - T3 - T4 - T5 - T5（背面） - T7 - T24 - 頸甲・肩甲 A2 |
| T24      | 三角板鋲留                | 70     | M13        | - T1 - T2 - T3 - T4 - T5 - T5（背面） - T7 - T24 - 頸甲・肩甲 A2 |

### 埴輪

埴輪ただし中央手前右の一群はさば山古墳出土埴輪。堺市立みはら歴史博物館展示。

埴輪としては、円筒埴輪のほか、朝顔形埴輪、蓋形埴輪、家形埴輪、盾形埴輪、靫形埴輪、甲冑形埴輪、鶏形埴輪、小型土製品（シカの角、犬の尾、獣脚か）が確認されている。墳頂部で人物埴輪は確認されていない。
円筒埴輪列は、墳頂平坦面・中段テラス面を完周しており、墳丘上に設けた溝状掘り込み内に埴輪の下4分の1程度を埋めて据える。円筒埴輪列の外側には一定間隔で蓋形埴輪を並べる。墳頂部では円筒埴輪357点・蓋形埴輪42点が確認されており、中段テラス面での円筒埴輪の推計は約660点、造出部を加えると円筒埴輪の総計は約1100点以上と見積もられる。円筒埴輪は均質的で形態・技法のバラつきが少なく、他の古墳では同型埴輪が認められないことから、黒姫山古墳専用の埴輪工房で製作されたとみられる。
埴輪全体としては、古墳時代中期中葉の5世紀中葉（TK216型式期）頃の製作と推定される。甲冑とは時期差がある点で注意され、埴輪は墳丘築造時の年代を指し、甲冑は被葬者の死後に改めて顕彰された可能性が示唆される。

円筒埴輪
朝顔形埴輪
蓋形埴輪
靫形埴輪

## 陪塚

さば山古墳 埴輪 堺市立みはら歴史博物館展示。

黒姫山古墳周辺にはかつて中小古墳が分布しており、『河内黒姫山古墳の研究』では古墳6基の存在を記録して陪塚と推測する（現在はいずれも消滅）。近年では、6基のうち計画的配置の陪塚関係にあったのはどん山古墳のみで、その他は黒姫山古墳の以後に築造された古墳群と推測される。
- どん山古墳
黒姫山古墳の北東側に所在。『河内黒姫山古墳の研究』の調査時点では墳丘の一部が残存した。鉄刀数10本が出土したといい、黒姫山古墳と関係する鉄刀大量埋納事例の可能性があるとして注目される[1]。
- さば山古墳
黒姫山古墳の南側に所在。1949年（昭和24年）に残存墳丘が削平され、1986年度（昭和61年度）に近畿自動車道和歌山線（阪和自動車道）建設に伴う発掘調査が実施されている[1]。
帆立貝形古墳で、墳丘長は34メートルを測る。埴輪が出土している。築造時期は5世紀後半頃と推定される[1]。
- 鎮守山古墳
黒姫山古墳の北側に所在。小型釣鐘2個が出土したという（馬鐸か）[1]。
- けんけん山古墳
黒姫山古墳の西側に所在。竪穴式石室とみられる埋葬施設があったという[1]。
- さる山古墳（申山古墳）
黒姫山古墳の西側に所在。『河内黒姫山古墳の研究』の調査時点では墳丘の一部が残存。
- 名称不明古墳（無名塚24号墳）
黒姫山古墳の南東側に所在。

- さば山古墳 埴輪
堺市立みはら歴史博物館展示。

## 被葬者
黒姫山古墳の実際の被葬者は明らかでない。
江戸時代には、延宝7年（1679年）の『河内鑑名所記』に「天武天皇御廟所」として記載されるほか、元禄12年（1699年）の『諸陵周垣成就記』などには仁賢天皇陵として記載される。1875年（明治8年）には仁賢天皇皇后の春日大娘皇女陵に治定されたが、1879年（明治12年）に治定は取り消されている。なお、「黒姫山」の古墳名は1953年（昭和28年）刊行の『河内黒姫山古墳の研究』で新たに設定されたもので、その背景には履中天皇后妃の黒媛（黒比売）を被葬候補者とする説が存在した可能性もあるが、その根拠も薄いとされる。
黒姫山古墳が築造された5世紀代は、考古学的には百舌鳥古墳群・古市古墳群の巨大前方後円墳が築造された時代として、文献上では中国に遣使した倭の五王の時代として知られる。百舌鳥・古市古墳群の中間の位置において、それら巨大大王墓の次ぐ墳丘規模に大量の甲冑埋納を伴う黒姫山古墳のあり方は、大王に次ぐ将軍としての立場を示唆し、特に倭の五王のうちでも倭王珍に仕える人物であった可能性が指摘される。
倭王珍については、反正天皇（第18代）に比定する説が知られる。『日本書紀』では反正天皇の和風諡号を「多遅比瑞歯別（たじひのみずはわけ）」、宮を「丹比柴籬宮」として、反正天皇と丹比野地域との関わりを示すほか、『新撰姓氏録』右京神別 丹比宿禰条では丹比氏祖の色鳴が瑞歯別尊の誕生時から奉仕してその名を賜ったとみえる。丹比氏（たじひうじ、多治比氏）は、丹比野地域を拠点とした古代氏族で、黒姫山古墳付近には丹比廃寺跡・黒山廃寺跡・丹比神社などの関連史跡・旧跡が分布しており、平城宮・平安宮の門号（丹比門のち達智門）に名を残した軍事氏族としても知られる。黒姫山古墳の被葬者としては、5世紀当時に大王との直接的な関わりのなかで丹比野地域を開発し、こうした丹比氏の成立へとつながる祖として位置づけうる人物像が想定される。

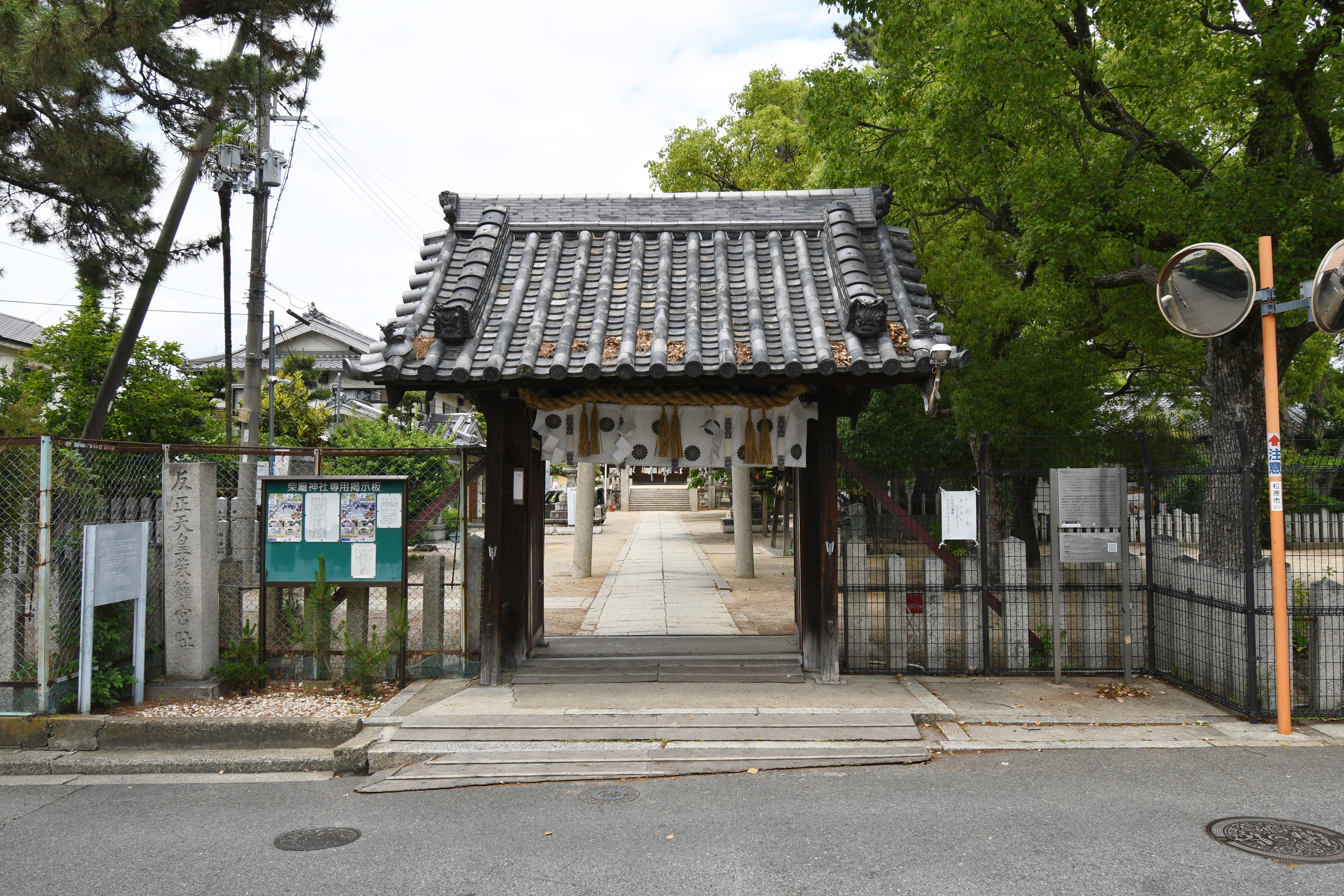
柴籬神社と反正天皇柴籬宮阯碑
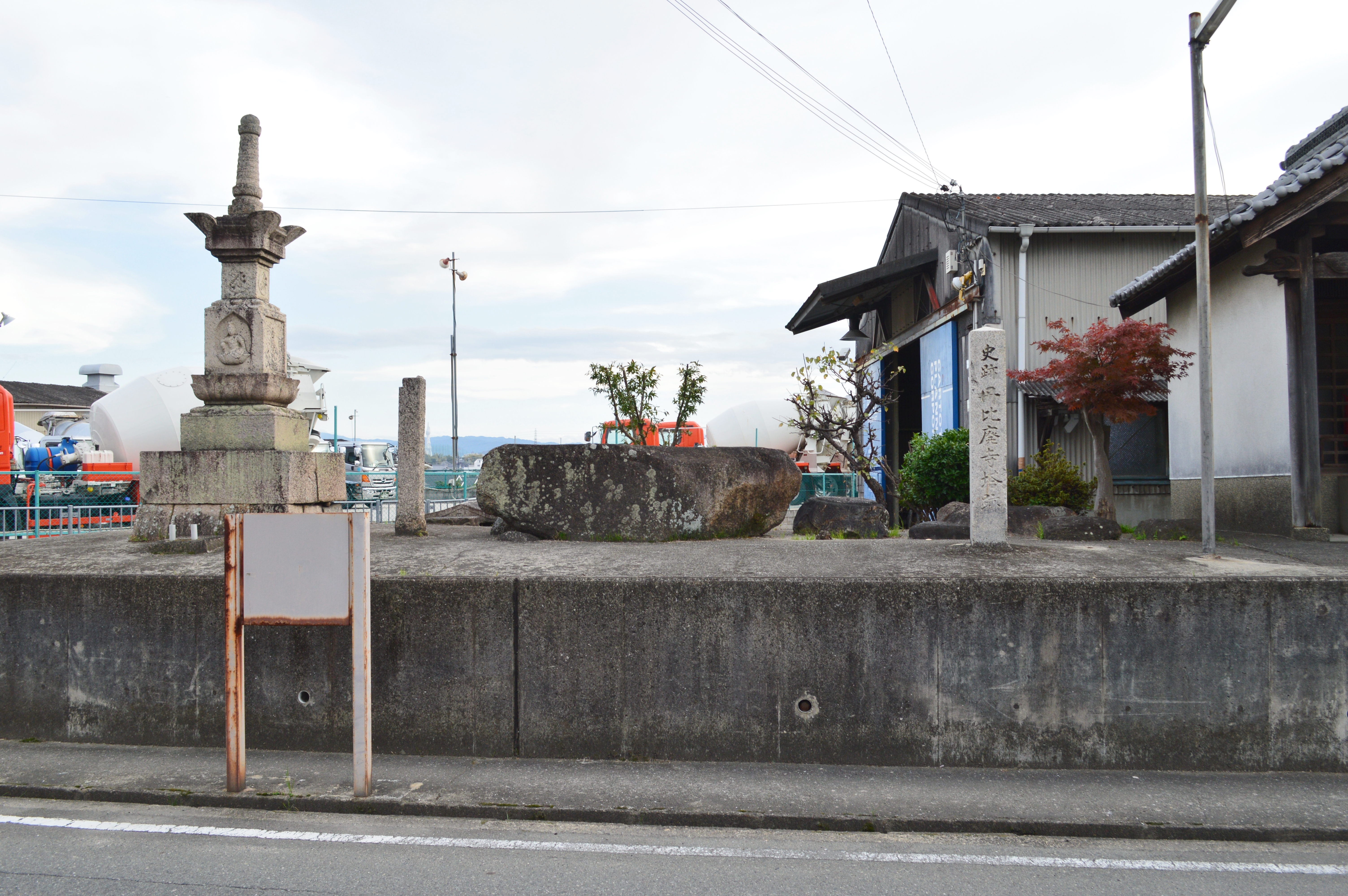
丹比廃寺塔跡
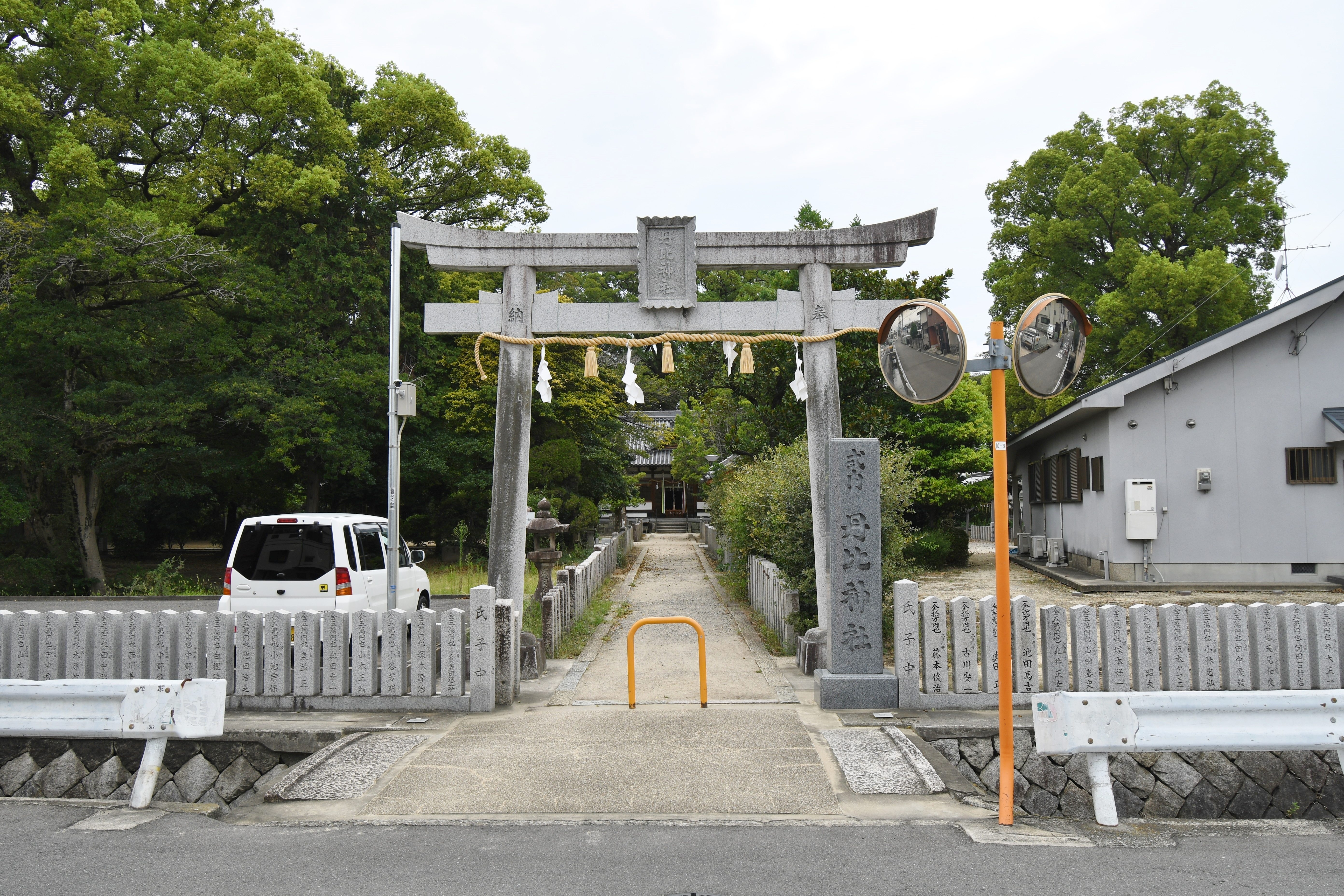
丹比神社

## 現地情報
所在地
- 大阪府堺市美原区黒山302ほか（字黒姫塚）（史跡黒姫山古墳歴史の広場内）

関連施設
- 堺市立史跡黒姫山古墳歴史の広場ガイダンス施設（堺市美原区黒山） - 黒姫山古墳に隣接するガイダンス施設。前方部石室復元を展示。
- 堺市立みはら歴史博物館（M・Cみはら）（堺市美原区黒山） - 黒姫山古墳に近在。黒姫山古墳の復元模型・出土品を展示。

周辺
- 広国神社（堺市美原区大保） - 境内に黒姫山古墳の石室天井石を保存。
- 丹比廃寺跡 - 塔跡は大阪府指定史跡。
- 丹比神社

## 文化財

### 国の史跡
- 黒姫山古墳 - 1957年（昭和32年）10月24日指定、1978年（昭和53年）5月6日に史跡範囲の追加指定（周堤帯部分）[4]。

### 堺市指定文化財
- 有形文化財
  - 黒姫山古墳出土甲冑類（考古資料） - 堺市立みはら歴史博物館保管。2008年（平成20年）7月17日指定[5]。

## 関連文献
（記事執筆に使用していない関連文献）
- 『河内黒姫山古墳の研究』大阪府教育委員会〈大阪府文化財調査報告書第1輯〉、1953年。
- 『黒姫山古墳とその時代 -古市古墳群の小規模古墳-』美原町立みはら歴史博物館〈平成15年度夏季特別展〉、2003年。
- 『埴輪が語る黒姫山古墳の時代』M・Cみはら（美原町立みはら歴史博物館）〈平成16年度春季特別展〉、2004年。
- 『百舌鳥古墳群と黒姫山古墳』堺市博物館〈堺市・美原町合併記念秋季特別展〉、2005年。